# カール・スパーツ
カール・アンドリュー “トゥーイー” スパーツ（Carl Andrew "Tooey" Spaatz, 1891年6月28日 - 1974年7月14日）は、アメリカ合衆国の軍人、空軍大将。

## 生い立ち
カール・アンドリュー・スパーツ(Carl Andrew Spatz, 彼は発音を明確にするため妻と娘に頼まれて1937年その名に「a」を加えた。）は1891年6月28日にペンシルベニア州ボイヤータウンで生まれた。彼は陸軍士官学校に入学し、同級生のF・J・トゥーヒー(F.J. Toohey)とよく似ていたことから「トゥーイー Tooey」のニックネームを得た。1914年に卒業し、歩兵として短期間軍務に就いた後、1915年10月に陸軍の航空部隊に配属される。
スパーツはジョン・パーシング指揮下の第1航空隊に所属し、1916年のメキシコ遠征に参加する。彼は1916年7月に中尉、1917年5月に大尉に昇進した。

## 第一次世界大戦
アメリカが第一次世界大戦へ参戦すると、スパーツはアメリカ遠征軍の第31航空部隊を指揮した。彼はフランスのIssoudunでアメリカ航空学校の指揮官として戦争の大半を過ごしたが、大戦末期に3週間戦闘を経験した。この短期間でスパーツは3機の敵機を撃墜し、殊勲十字章を受章した。スパーツは1918年6月に臨時少佐に昇進した後、1920年2月に本来の階級である大尉に降格し、その後1920年7月に正式に少佐に昇進した。

## 陸軍航空隊の指揮官として
大戦後スパーツは陸軍航空隊で指揮官として多くの部隊を指揮した。
1929年1月1日から7日まで彼は同僚のアイラ・エーカー大尉と共に「Question Mark」号で南カリフォルニア上空を150時間46分飛行し、空中給油による滞空および連続滞空において世界記録を樹立した。
スパーツはカンザス州フォート・レヴェンワースの指揮参謀学校に1935年8月に入学、1936年6月に卒業する、彼は1935年9月に中佐に昇進した。

## 第二次世界大戦
第二次世界大戦がヨーロッパで始まると、スパーツは陸軍航空隊の参謀に任命される。彼は1939年11月に大佐に昇進し、1940年のバトル・オブ・ブリテンの際には軍事オブザーバーとしてイギリスに派遣された。1940年10月には臨時准将に昇進、航空隊参謀長助手となり、真珠湾攻撃の後にアメリカが参戦すると、1942年1月に陸軍航空隊の戦闘指揮官に任命され、臨時少将に昇進する。1942年5月には第8航空軍の指揮官に任命され、7月には司令部をイギリスに移転する。彼は第8航空軍の指揮官の間に、ヨーロッパ戦線におけるアメリカ陸軍航空隊全軍の指揮官となった。
スパーツは1942年12月に北アフリカの第12航空軍、1943年2月に連合国軍北西アフリカ航空軍、1943年11月に第15航空軍およびイタリアのイギリス空軍、1944年1月にはヨーロッパのアメリカ陸軍戦略航空軍の指揮官を歴任する。彼は1943年3月に臨時中将へ昇進する。戦略航空軍司令官として彼は、イギリスを拠点とするジミー・ドーリットル指揮下の第8航空軍とイタリアを拠点とするネイサン・トワイニング指揮下の第15航空軍を指揮し、ドイツに対する戦略爆撃を監督した。1945年3月には臨時大将へ昇進し、太平洋戦略航空軍の指揮官として太平洋戦線に転任、7月にグアムの本部に赴任する。ここから彼は広島市、長崎市に対する原子爆弾の投下を含む日本本土への戦略爆撃を監督した。
スパーツは1945年5月7日のアメリカ軍に対するドイツの降伏、5月9日のベルリンにおけるソ連軍に対するドイツの降伏、9月2日の東京湾における戦艦ミズーリ上での日本の降伏と、3度の降伏調印式全ての場に居合わせた唯一の将軍であった。
スパーツはアメリカ軍の戦略爆撃作戦に対して、いくつかの論争の的になっている決定を下した。彼はイギリス軍が昼間爆撃は承服しがたい程の損害が出ているという主張をしているにもかかわらず、昼間爆撃を強行した。彼はまた輸送路に対する爆撃が公式決定だったにもかかわらず、ドイツの石油生産施設の方が重要な爆撃目標であると主張した。1944年4月にスパーツは、実際の目標は石油生産施設への鉄道路線であると偽った目的で、ルーマニアのプロエシテ油田の爆撃を命令した。彼は連合国軍最高司令官ドワイト・D・アイゼンハワーとは個人的には友人の関係であったが、いくつかの軍事問題に関して論争した。戦後、アイゼンハワーはスパーツについて、オマール・ブラッドレーと共にヨーロッパでの勝利に大きな貢献をした二人のアメリカ軍将官のうちの一人であると語った。

## 後年
1944年にコリアー・トロフィーを受賞。1945年7月にスパーツは少将に昇進、トルーマン大統領によって任命された。スパーツは友人のヘンリー・H・アーノルド将軍の引退に続いて1946年2月にアメリカ陸軍航空軍総司令官に任命された。1947年の国家安全法に基づき空軍が独立して設立されると、トルーマンによる大統領命令9877でスパーツは1947年9月に新しいアメリカ空軍の初代参謀総長として任命された。
スパーツは1948年6月に大将の階級で軍を退役した。彼は1961年までニューズウィーク誌の軍事エディターとして執筆活動を行った。さらに彼は1952年からその死まで空軍参謀総長の上級諮問委員を務めた。1954年にスパーツは新たに建設されるアメリカ空軍士官学校のための建設地を決定するために設立された議会の諮問委員会委員に指名された。スパーツは1974年7月14日に死去し、コロラド州コロラドスプリングズのアカデミー墓地に埋葬された。
民間航空パトロール(CAP)の最高賞であるカール・A・スパーツ賞は彼にちなんで命名された。カール・A・スパーツ空港はペンシルベニア州レディングに位置する国内線空港である。